# Biografielijst Nk

## Nka
- Delphine Nkansa (2001), Belgisch atlete

## Nke
- Joseph Hanson Kwabena Nketia (1921), Ghanees etnomusicoloog en componist

## Nko
- Siyabonga Nkosi (1981), Zuid-Afrikaans voetballer
- Patrick N'Koyi (1990), Congolees voetballer

## Nku
- Blaise Nkufo (1975), Zwitsers-Congolees voetballer
- Pierre Nkurunziza (1963-2020), Burundees politicus